# Automatic Transmitter Identification System
Das Automatic Transmitter Identification System (ATIS), deutsch (eher ungebräuchlich) Automatisches Sender Identifizierungs System [sic], ermöglicht durch das automatische Senden einer fest programmierten ATIS-Kennung eine Binnenschiffsfunkstelle zu identifizieren und den Eigner zu ermitteln. ATIS ist ein durch die Regionale Vereinbarung über den Binnenschifffahrtsfunk in vielen europäischen Ländern vorgeschriebener Bestandteil von Binnenschiffsfunkstellen. Alle Schiffsfunkstellen, die in Deutschland am Binnenschifffahrtsfunk teilnehmen, müssen ATIS unterstützen.
Die ATIS-Kennung wird nach dem Loslassen der Sendetaste ausgestrahlt durch Umtastung eines niederfrequenten Hilfsträgers; dabei werden Tonfrequenzen von 1300 und 2100 Hz mit einer Schrittgeschwindigkeit von 1200 Baud verwendet. Binnenfunkgeräte sind mit einem ATIS-Killer ausgestattet, der auf der Empfangsseite das ATIS-Signal filtert, sodass die Kennung unhörbar ist. Die zehnstellige ATIS-Kennung setzt sich aus mehreren Elementen zusammen: 
- der Ziffer 9 für Binnenschifffahrt
- den dreistelligen Maritime Identification Digits (MID), z. B. für Deutschland: 211 oder 218
- dem kodierten Rufnamen des Schiffes (z. B. 03 6580 für das Rufzeichen DC6580). Dabei wird nur der zweite Buchstabe codiert (hier 03 für den dritten Buchstaben im Alphabet). Der erste Buchstabe ergibt sich aus der MID  (hier 211 für Deutschland, also D).

Die komplette ATIS-Kennung wäre somit in diesem Beispiel 9 211 03 6580.
Für die Schiffe, die aus Staaten kommen, deren Verwaltungen nicht Mitglieder der Regionalen Vereinbarung sind, ist der ATIS-Code aus der MMSI durch Voranstellen der Ziffer 9 zu bilden.
Im Seefunkbereich ist ATIS nicht zugelassen, einige Funkgeräte ermöglichen es aber, die ATIS-Funktion auszuschalten, sodass die Geräte sowohl in der Binnen- als auch Seeschifffahrt eingesetzt werden können. ATIS ist nicht zu verwechseln mit dem Automatic Identification System (AIS), das weltweit Navigationsdaten von Schiffen und Booten sendet.